# ناثان بوست
ناثان بوست (بالإنجليزية: Nathan Post)‏ هو ضابط أمريكي، ولد في 3 أغسطس 1881 في فوندا في الولايات المتحدة، وتوفي في 30 مايو 1938 في مقاطعة سولانو في الولايات المتحدة.